# 흥국생명 핑크스파이더스
인천 흥국생명 핑크스파이더스 여자 배구단(Incheon Heungkuk Life Insurance Pink Spiders Women's Volleyball Team)은 한국배구연맹에 속한 대한민국의 여자 프로 배구단이다. 흥국생명의 모그룹인 태광그룹의 자회사인 태광산업이 1960년대 정상급 팀이었던 동일방직 배구단을 1971년에 인수하였고, 1991년부터 태광그룹이 계열사인 흥국생명으로 배구단을 이관하여 현재에 이르고 있다.
프로 리그로 전환되기 전에는 태광산업의 공장이 있었던 부산이 연고지였으나, 2005년 여자 배구가 프로화된 후에는 2008년까지 천안시를 연고로 삼았다. 하지만 여자 배구 리그의 특성상 천안시와 정식 연고 계약 체결을 한 상태는 아니었고, 단지 천안 유관순체육관을 홈 구장으로 쓸 뿐이었다.
2009년에 여자 배구단으로서는 최초로 인천광역시와 정식 연고 계약을 체결하여 인천으로 연고지를 이전했다. 도원실내체육관을 홈 코트로 사용하다가 2013 ~ 2014 시즌부터 새로 개관한 계양체육관으로 옮겼다. 프로화 이후 신흥 강팀으로 부상했으나, 잦은 감독 교체로 구설에 올랐다. 설상가상으로 2012년 V-리그 승부조작 사건에 연루되어 더 크게 구설에 오르고 있다. 이 승부조작 사건으로 센터 전민정과 리베로 전유리가 영구 제명되었다.
최근에는 소속 선수인 김연경과 FA 자격 문제를 두고 심한 마찰을 빚었으나 국제배구연맹(FIVB)이 김연경 선수가 흥국생명 소속이 아니라는 결정에 일단락 됐다.
2016-2017 시즌에는 9년만에 여자부 정규리그 우승을 차지하였고 2016-2017 여자부 챔피언 결정전에서 기업은행에게 시리즈전적 1승 3패로 최종 준우승 하였다.
감독인 박미희 감독은 4대 스포츠 중 정규리그 우승을 차지한 최초의 여성 감독이 되었다
팬클럽 핑크워너비는 은OO회장을 대표로 정우O,김진O, 전설 3명이 유지하였으나 지금은 개인활동을 하고 있다.
삼산월드체육관을 홈으로 써 왔던 프로농구 팀 인천 전자랜드 엘리펀츠가 한국가스공사에 인수된 후 대구광역시로 연고지를 이전하자, 2021-2022 시즌을 앞두고 흥국생명이 계양체육관에서 삼산월드체육관으로 홈 구장을 이전하고 계양체육관은 인천 대한항공 점보스만 이용하는 것으로 합의했다.

## 역대 성적

### V-리그
| 시즌       | 최종순위      | 정규리그 순위 | 참가팀수   | 경기수 | 승  | 패  | 승률  | 승점 |
| ---------- | ------------- | ------------- | ---------- | ------ | --- | --- | ----- | ---- |
| 2005       | 5위           | 5위           | 5          | 16     | 3   | 13  | 0.188 |      |
| 2005-2006  | 우승          | 우승          | 5          | 28     | 17  | 11  | 0.607 |      |
| 2006-2007  | 우승          | 우승          | 5          | 24     | 20  | 4   | 0.833 |      |
| 2007-2008  | 준우승        | 우승          | 5          | 28     | 24  | 4   | 0.857 |      |
| 2008-2009  | 우승          | 3위           | 5          | 28     | 16  | 12  | 0.571 |      |
| 2009-2010  | 4위           | 4위           | 4          | 28     | 8   | 20  | 0.286 |      |
| 2010-2011  | 준우승        | 3위           | 5          | 24     | 13  | 11  | 0.542 |      |
| 2011-2012  | 5위           | 5위           | 6          | 30     | 13  | 17  | 0.433 | 41   |
| 2012-2013  | 5위           | 5위           | 6          | 30     | 6   | 24  | 0.200 | 22   |
| 2013-2014  | 6위           | 6위           | 6          | 30     | 7   | 23  | 0.233 | 19   |
| 2014-2015  | 4위           | 4위           | 6          | 30     | 15  | 15  | 0.500 | 45   |
| 2015-2016  | 3위           | 3위           | 6          | 30     | 18  | 12  | 0.600 | 48   |
| 2016-2017  | 준우승        | 우승          | 6          | 30     | 20  | 10  | 0.667 | 59   |
| 2017-2018  | 6위           | 6위           | 6          | 30     | 8   | 22  | 0.267 | 26   |
| 2018-2019  | 우승          | 우승          | 6          | 30     | 21  | 9   | 0.700 | 46   |
| 2019-2020  | 시즌 조기종료 | 3위           | 6          | 27     | 14  | 13  | 0.519 | 48   |
| 2020-2021  | 준우승        | 2위           | 6          | 30     | 19  | 11  | 0.633 | 56   |
| 2021-2022  | 시즌 조기종료 | 6위           | 7          | 33     | 10  | 23  | 0.303 | 31   |
| 2022-2023  | 준우승        | 우승          | 7          | 36     | 27  | 9   | 0.750 | 82   |
| 2023-2024  | 준우승        | 2위           | 7          | 36     | 28  | 8   | 0.750 | 47   |
| 2024-2025  | 우승          | 우승          | 7          | 36     | 27  | 9   | -     | 46   |
| V리그 통산 | V리그 통산    | V리그 통산    | V리그 통산 | 611    | 333 | 278 | 0.515 | 1071 |

## 2023-24선수단
감독: 마르첼로 아본단자

코치: 김대경, 최지완, 박건휘

스태프: 여재기, 이택규, 김예솔, 이주현, 이상화, 정경훈, 김태희, 고윤성
| 번호 | 이름          | 포지션          | 데뷔 년도 | 이적 년도                                       |
| ---- | ------------- | --------------- | --------- | ----------------------------------------------- |
| 1    | 김다은        | 아웃사이드 히터 | 2019      |                                                 |
| 2    | 김서윤        | 아웃사이드 히터 | 2022      |                                                 |
| 3    | 박혜진        | 세터            | 2020      |                                                 |
| 4    | 이주아        | 미들 블로커     | 2018      |                                                 |
| 5    | 김해란        | 리베로          | 2002      |                                                 |
| 6    | 변지수        | 미들 블로커     | 2015      | 2021(화성 IBK기업은행 알토스 -> 수원시청배구단) |
| 7    | 김나희        | 미들 블로커     | 2007      |                                                 |
| 8    | 도수빈        | 리베로          | 2016      |                                                 |
| 9    | 박은서        | 세터            | 2018      |                                                 |
| 10   | 김연경        | 아웃사이드 히터 | 2005      | 2022(상하이 브라이트 유베스트)                  |
| 11   | 박현주        | 아포짓 스파이커 | 2019      |                                                 |
| 12   | 김지우        | 세터            | 2022      |                                                 |
| 14   | 정윤주        | 아웃사이드 히터 | 2021      |                                                 |
| 15   | 김채연        | 미들 블로커     | 2017      |                                                 |
| 16   | 박상미        | 리베로          | 2012      | 2020(화성 IBK기업은행 알토스)                   |
| 17   | 레이나 도코쿠 | 아웃사이드 히터 | 2023      |                                                 |
| 18   | 김다솔        | 세터            | 2014      |                                                 |
| 19   | 김미연(C)     | 아웃사이드 히터 | 2011      | 2018(화성 IBK기업은행 알토스)                   |
| 20   | 박수연        | 아웃사이드 히터 | 2022      |                                                 |
| 21   | 임혜림        | 미들 블로커     | 2022      |                                                 |
| 23   | 이원정        | 세터            | 2017      | 2022(GS칼텍스 서울 KIXX)                        |
| 51   | 윌로우 존슨   | 아포짓 스파이커 | 2020      | 2024(닐뤼페르)                                  |